# فرانك أندرسن
فرانك أندرسن (بالدنماركية: Frank Andersen)‏ هو مصمم رقص دنماركي، ولد في 15 أبريل 1953 في كوبنهاغن في الدنمارك.